# Seznam dílů seriálu Luther
Toto je seznam dílů seriálu Luther. Britský kriminální drama Luther měl premiéru na stanici BBC One.

## Přehled řad
| Řada | Díly | Premiéra ve VB    | Premiéra ve VB    | Premiéra v ČR   | Premiéra v ČR   |
| Řada | Díly | První díl         | Poslední díl      | První díl       | Poslední díl    |
| ---- | ---- | ----------------- | ----------------- | --------------- | --------------- |
| 1    | 6    | 4. května 2010    | 8. června 2010    | 26. března 2014 | 30. dubna 2014  |
| 2    | 4    | 14. června 2011   | 5. července 2011  | 7. května 2014  | 28. května 2014 |
| 3    | 4    | 2. července 2013  | 23. července 2013 | 4. června 2014  | 25. června 2014 |
| 4    | 2    | 15. prosince 2015 | 22. prosince 2015 | 7. října 2017   | 7. října 2017   |
| 5    | 4    | 1. ledna 2019     | 4. ledna 2019     | 20. února 2019  | 13. března 2019 |

## Seznam dílů

### První řada (2010)
| Č. v seriálu | Č. v řadě | Původní název | Režie           | Scénář     | Premiéra ve VB  | Premiéra v ČR   |
| ------------ | --------- | ------------- | --------------- | ---------- | --------------- | --------------- |
| 1            | 1         | Episode 1     | Brian Kirk      | Neil Cross | 4. května 2010  | 26. března 2014 |
| 2            | 2         | Episode 2     | Brian Kirk      | Neil Cross | 11. května 2010 | 2. dubna 2014   |
| 3            | 3         | Episode 3     | Sam Miller      | Neil Cross | 18. května 2010 | 9. dubna 2014   |
| 4            | 4         | Episode 4     | Sam Miller      | Neil Cross | 25. května 2010 | 16. dubna 2014  |
| 5            | 5         | Episode 5     | Stefan Schwartz | Neil Cross | 1. června 2010  | 23. dubna 2014  |
| 6            | 6         | Episode 6     | Stefan Schwartz | Neil Cross | 8. června 2010  | 30. dubna 2014  |

### Druhá řada (2011)
| Č. v seriálu | Č. v řadě | Původní název | Režie      | Scénář     | Premiéra ve VB   | Premiéra v ČR   |
| ------------ | --------- | ------------- | ---------- | ---------- | ---------------- | --------------- |
| 7            | 1         | Episode 1     | Sam Miller | Neil Cross | 14. června 2011  | 7. května 2014  |
| 8            | 2         | Episode 2     | Sam Miller | Neil Cross | 21. června 2011  | 14. května 2014 |
| 9            | 3         | Episode 3     | Sam Miller | Neil Cross | 28. června 2011  | 21. května 2014 |
| 10           | 4         | Episode 4     | Sam Miller | Neil Cross | 5. července 2011 | 28. května 2014 |

### Třetí řada (2013)
| Č. v seriálu | Č. v řadě | Původní název | Režie            | Scénář     | Premiéra ve VB    | Premiéra v ČR   |
| ------------ | --------- | ------------- | ---------------- | ---------- | ----------------- | --------------- |
| 11           | 1         | Episode 1     | Sam Miller       | Neil Cross | 2. července 2013  | 4. června 2014  |
| 12           | 2         | Episode 2     | Sam Miller       | Neil Cross | 9. července 2013  | 11. června 2014 |
| 13           | 3         | Episode 3     | Farren Blackburn | Neil Cross | 16. července 2013 | 18. června 2014 |
| 14           | 4         | Episode 4     | Farren Blackburn | Neil Cross | 23. července 2013 | 25. června 2014 |

### Čtvrtá řada (2015)
| Č. v seriálu | Č. v řadě | Původní název | Režie      | Scénář     | Premiéra ve VB    | Premiéra v ČR                            |
| ------------ | --------- | ------------- | ---------- | ---------- | ----------------- | ---------------------------------------- |
| 15           | 1         | Episode 1     | Sam Miller | Neil Cross | 15. prosince 2015 | 7. října 2017 (ČT) 31. května 2018 (HBO) |
| 16           | 2         | Episode 2     | Sam Miller | Neil Cross | 22. prosince 2015 | 7. října 2017 (ČT) 1. června 2018 (HBO)  |

### Pátá řada (2019)
| Č. v seriálu | Č. v řadě | Původní název | Režie       | Scénář     | Premiéra ve VB | Premiéra v ČR                             |
| ------------ | --------- | ------------- | ----------- | ---------- | -------------- | ----------------------------------------- |
| 17           | 1         | Episode 1     | Jamie Payne | Neil Cross | 1. ledna 2019  | 20. února 2019 (HBO) 18. března 2020 (ČT) |
| 18           | 2         | Episode 2     | Jamie Payne | Neil Cross | 2. ledna 2019  | 27. února 2019 (HBO) 25. března 2020 (ČT) |
| 19           | 3         | Episode 3     | Jamie Payne | Neil Cross | 3. ledna 2019  | 6. března 2019 (HBO) 1. dubna 2020 (ČT)   |
| 20           | 4         | Episode 4     | Jamie Payne | Neil Cross | 4. ledna 2019  | 13. března 2019 (HBO) 8. dubna 2020 (ČT)  |

## Speciály
| Č. | Původní název    | Scénář     | Premiéra ve VB  |
| -- | ---------------- | ---------- | --------------- |
| –  | Meet the Luthers | Neil Cross | 18. března 2016 |